# Steno (réalisateur)
Pour les articles homonymes, voir Steno.
Stefano Vanzina, connu sous le pseudonyme Steno, né le 19 janvier 1917 à Rome et mort le 13 mars 1988 dans la même ville, est un réalisateur et scénariste italien.

## Biographie
Stefano Vanzina est le fils d'Alberto Vanzina, journaliste au Corriere della Sera, émigré en Argentine pendant sa jeunesse et de Giulia Boggio, que son père avait rencontrée sur un paquebot lors d'un de ses voyages. À trois ans il perd son père et la famille connaît d'importantes difficultés économiques. Après le lycée, il s'inscrit en faculté de droit, mais ne termine pas les études universitaires.
Il obtient un diplôme de metteur en scène de l'académie des Beaux-Arts et entre, au milieu des années 1930, au Centro sperimentale di cinematografia.
Il commence à dessiner des caricatures et des vignettes et à illustrer des articles humoristiques en adoptant le pseudonyme « Steno », que par la suite il utilisera aussi au cinéma, ne signant de son vrai nom qu'à deux occasions, en hommage aux romans de Flavia Steno (it). Il fait ses débuts à La Tribuna Illustrata, puis il entre au Marc'Aurelio, journal satirique et, à ce moment-là, véritable pépinière de talents avec des noms comme Marcello Marchesi et Federico Fellini. Il y reste pendant cinq ans, tout en écrivant des scénarios radiophoniques et des textes pour le théâtre d'avanspettacolo.
Les portes du cinéma s'ouvrent pour lui grâce à Mario Mattoli, qui l'engage comme scénariste, gagman et assistant réalisateur pour plusieurs de ses films. Steno écrit aussi des scénarios pour Giorgio Simonelli, Carlo Ludovico Bragaglia, Riccardo Freda et Carlo Borghesio. Enfin, il apparaît comme acteur dans deux films.
En 1949, avec Au diable la célébrité, il fait ses débuts à la réalisation en cosignant huit films avec Mario Monicelli, qui est déjà son coscénariste depuis la fin de la guerre. À partir de 1952, avec Totò a colori, il réalise seul ses films.

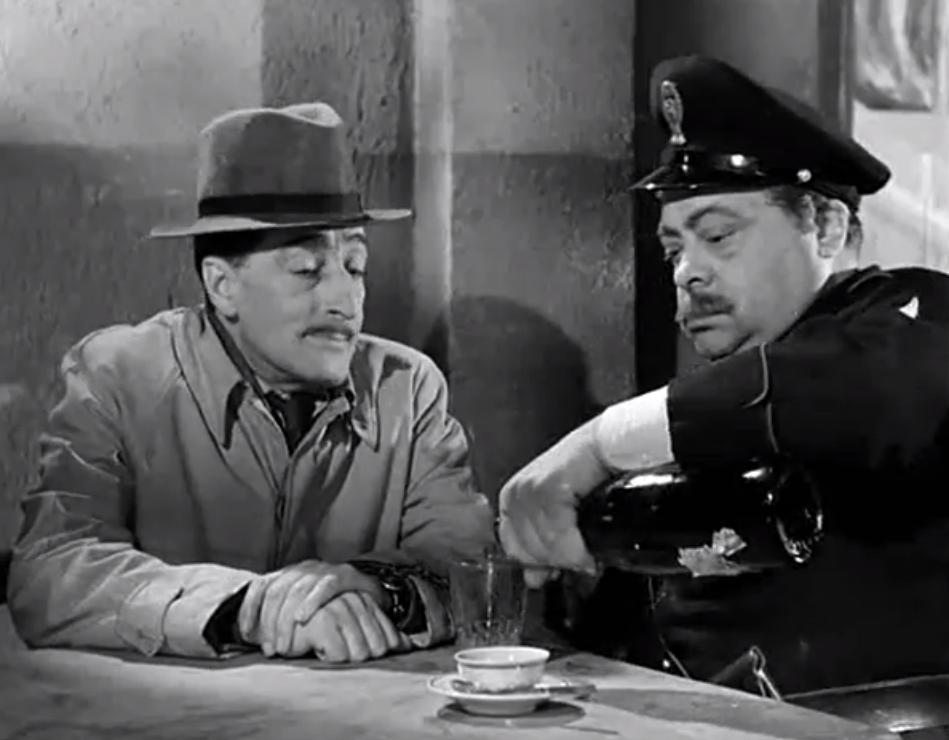
Gendarmes et Voleurs (1951), le film qui a consolidé la collaboration entre Steno et Mario Monicelli, en scène Totò et Aldo Fabrizi.

Pendant les trente années qui suivent, il se spécialise dans le cinéma comique, en réalisant un grand nombre de films. Le succès est souvent au rendez-vous, grâce aux acteurs chers au grand public : Totò et Alberto Sordi, ainsi qu'Aldo Fabrizi, Renato Rascel, les duos Ugo Tognazzi-Raimondo Vianello et Franco Franchi-Ciccio Ingrassia, Johnny Dorelli, Bud Spencer, Lando Buzzanca, Gigi Proietti, Enrico Montesano, Renato Pozzetto, Paolo Villaggio et Diego Abatantuono, et des actrices comme Marisa Allasio, Sylva Koscina, Edwige Fenech, Ornella Muti, Monica Vitti, Mariangela Melato.
Les titres de ses films marquent toute une époque. Réalisateur ironique et parfois impertinent, il subit en 1954 la censure avec la comédie « galante » Les Aventures et les Amours de Casanova, retirée des écrans et remise en circulation après de nombreuses coupures. Une version restaurée de ce film a été présentée lors d'une rétrospective à la Mostra de Venise 2005.
Dans les années 1970 et 1980, il obtient encore le consensus du public avec Société anonyme anti-crime, interprété de façon magistrale par Enrico Maria Salerno, premier opus d'une série policière. Il dirige Bud Spencer dans les quatre films de la série dite « du pied-plat » et dans six épisodes de la série télé Le Professeur, restée inachevée en raison de sa mort soudaine due à une attaque cérébrale.
Son dernier travail pour le grand écran est La Métropole des animaux, pamphlet irrespectueux sur les laideurs de la société hédoniste italienne de la fin des années 1980, sorti trois mois après sa mort et rapidement retiré des projections par manque de public. Le film est jugé comme un portrait pessimiste pour sa vision négative des êtres humains dans le futur.
Il est enterré au cimetière Flaminio de Rome.
Steno était marié à Maria Teresa Nati, avec qui il a eu deux fils connus comme les « frères Vanzina », Enrico et Carlo, tous deux actifs dans le monde du cinéma, le premier étant scénariste, le second réalisateur et producteur. Comme son fils Enrico l'a rappelé à plusieurs reprises (par exemple dans Une famille italienne), Steno était proche du Parti libéral italien.

## Filmographie

### Réalisateur
- 1949 : Au diable la célébrité (Al diavolo la celebrità) (coscénariste et coréalisateur avec Mario Monicelli)
- 1949 : Totò cherche un appartement (Totò cerca casa)
- 1950 : Dans les coulisses (Vita da cani)
- 1950 : È arrivato il cavaliere
- 1951 : Gendarmes et Voleurs (Guardie e ladri)
- 1952 : Totò et les femmes (Totò e le donne) (coréalisé avec Mario Monicelli)
- 1952 : Totò a colori
- 1952 : Totò e i re di Roma
- 1953 : Les Infidèles (Le infedeli)
- 1953 : L'uomo, la bestia e la virtù
- 1953 : Drôles de bobines (Cinema d'altri tempi)
- 1954 : Les Gaîtés de la correctionnelle (Un giorno in pretura)
- 1954 : Un americano a Roma
- 1955 : Les Aventures et les Amours de Casanova (Le avventure di Giacomo Casanova)
- 1955 : Piccola posta
- 1956 : Les Week-ends de Néron (Mio figlio Nerone)
- 1957 : Susanna à la crème (Susanna tutta panna)
- 1957 : Femmine tre volte
- 1958 : Mia nonna poliziotto
- 1958 : Totò nella luna
- 1958 : Le Gendarme, le Voleur et la Bonne (Guardia, ladro e cameriera)
- 1959 : Fripouillard et Cie (I tartassati)
- 1959 : Totò à Madrid (ou Un coup fumant) (Totò, Eva e il pennello proibito)
- 1959 : Les temps sont durs pour les vampires (Tempi duri per i vampiri)
- 1960 : Un de la réserve (Un militare e mezzo)
- 1960 : Il était trois flibustiers (I moschettieri del mare)
- 1960 : Le chat miaulera trois fois (A noi piace freddo...!)
- 1960 : Le Lit pour trois (Letto a tre piazze)
- 1961 : C'est parti, mon kiki (Psycosissimo)
- 1961 : Défense d'y toucher (La ragazza di mille mesi)
- 1962 : Les Deux Colonels (I due colonelli)
- 1962 : Copacabana Palace
- 1962 : Totò diabolique (Totò diabolicus)
- 1963 : Totò contre les quatre (Totò contro i quattro)
- 1963 : Les Héros de l'Ouest (Gli eroi del West)
- 1964 : Un monstre et demi (Un mostro e mezzo)
- 1964 : Les Jumeaux du Texas (I gemelli del Texas)
- 1965 : Casanova à l'italienne (Letti sbagliati)
- 1966 : Amore all'italiana
- 1967 : La Grosse Pagaille (La feldmarescialla)
- 1967 : Arrriva Dorellik
- 1966 : Le Chevalier à la rose rouge (Rose rosse per Angelica)
- 1968 : Caprice à l'italienne (film à sketches) (Capriccio all'italiana)
- 1970 : On ne greffe pas que les cœurs... (Il trapianto)
- 1971 : Comment entrer dans la mafia (Cose di Cosa Nostra)
- 1971 : Comment épouser une Suédoise (Il vichingo venuto dal sud)
- 1972 : Société anonyme anti-crime (La polizia ringrazia)
- 1972 : La Terreur qui louche (Il terrore con gli occhi storti)
- 1972 : Elles sont dingues, ces nénettes (L'uccello migratore)
- 1973 : Anastasia mio fratello
- 1973 : Un flic hors-la-loi (Piedone lo sbirro)
- 1974 : La poliziotta
- 1975 : Le Cogneur (Piedone a Hong Kong)
- 1975 : Le Patron et l'Ouvrier (Il padrone e l'operaio)
- 1976 : Fièvre de cheval (Febbre da cavallo)
- 1976 : L'Italia s'è rotta
- 1977 : Enquête à l'italienne (Doppio delitto)
- 1977 : Tre tigri contro tre tigri coréalisé avec Sergio Corbucci
- 1978 : Mes amours (Amori miei)
- 1978 : Pied plat en Afrique (Piedone l'africano)
- 1979 : La patata bollente
- 1979 : Dottor Jekyll e gentile signora
- 1980 : Pied plat sur le Nil (Piedone d'Egitto)
- 1980 : Le Coq du village (Fico d'India)
- 1981 : Le Tango de la jalousie (Il tango della gelosia)
- 1982 : Les Aventures de Miss Catastrophe (Bonnie e Clyde all'italiana)
- 1982 : Banana Joe
- 1982 : Ensemble, c'est un bordel... séparés, un désastre (Quando la coppia scoppia)
- 1982 : Un pari de dingues (Sballato, gasato, completamente fuso)
- 1982 : Dieu les fait et les assemble (Dio li fa poi li accoppia)
- 1983 : Mani di fata
- 1984 : Mi faccia causa
- 1987 : La Métropole des animaux (Animali metropolitani)
- 1988 : Le Professeur a une mémoire d'éléphant (Il professore Fanciulla che ride) (téléfilm)

### Scénariste
- 1940 : L'Intruse (Abbandono) de Mario Mattoli
- 1942 : La donna è mobile  de Mario Mattoli
- 1942 : Lèvres closes (Labbra serrate) de Mario Mattoli
- 1948 : Les Misérables ou L'Évadé du bagne (I miserabili) de Riccardo Freda (coscénariste)
- 1948 : Le Chevalier mystérieux (Il cavaliere misterioso) de Riccardo Freda (coscénariste)
- 1948 : Arènes en folie (Fifa e arena) de Mario Mattoli
- 1949 : Il conte Ugolino de Riccardo Freda
- 1950 : Mon frère a peur des femmes (L'inafferrabile 12) de Mario Mattoli
- 1951 : Accidenti alle tasse!! de Mario Mattoli
- 1952 : Vengeance sarde (Vendetta... sarda) de Mario Mattoli
- 1952 : Cinque poveri in automobile de Mario Mattoli
- 1964 : Ah ! Les Belles Familles (Le belle famiglie) d'Ugo Gregoretti
- 1966 : Rapt à Damas (Delitto quasi perfetto) de Mario Camerini

## Publications
En 1993, Sellerio a publié Sotto le stelle del 44, journal que Steno a tenu pendant la guerre. Le volume a été réédité en 2017 par Rubettino.

## Hommages
En 2008, pour les vingt ans de sa mort, Steno, genio gentile, un documentaire qui lui est dédié est présenté au festival international du film de Rome.